# Adoração dos Reis (Bramantino)
A Adoração dos Reis é uma pequena pintura a óleo sobre painel de c. 1500 por Bramantino, atualmente na National Gallery, Londres. Nela, a Sagrada Família e os Reis Magos são, excepcionalmente, acompanhados por um São João Batista adulto, cujo Batismo de Cristo foi celebrado no mesmo dia da Epifania no calendário litúrgico. Com 56,8 cm (22,4 pol) × 55 cm (22 pol), provavelmente foi encomendado para uso privado por um indivíduo em vez de para colocar em uma igreja, mas nada se sabe sobre sua história inicial. O painel entrou na National Gallery em 1916 como parte do Layard Bequest.
A Adoração dos Reis Magos (do título da seção em latim da Vulgata, A Magis adoratur) é o nome tradicionalmente dado ao tema cristão parte da Natividade, no qual os três reis magos, representados como reis vindos do oriente, tendo encontrado Jesus ao seguir a estrela de Belém, colocam aos pés do Menino Jesus presentes de ouro, incenso e mirra. Eles também o adoram como "rei dos judeus". Este evento foi relatado em Mateus 2:11.
Bramantino foi um pintor em Milão, que é relativamente pouco conhecido fora do norte da Itália, onde a maioria de suas pinturas permanecem; este é o único exemplo conhecido no Reino Unido. Em uma cena artística milanesa dominada por Leonardo da Vinci, Bramantino pertencia a uma tradição de "realismo estruturado, mas imóvel, do Quattrocento ... que era fundamentalmente distinto do pensamento de Leonardo", descendente de Piero della Francesca, cujo mestre foi Bramante